# Сердце мужчины
Сердце мужчины (англ. The Heart of a Man) — британский драматический фильм 1959 года режиссёра Герберта Уилкокса с Фрэнки Воганом, Энн Хейвуд и Тони Бриттоном в главных ролях. Сюжет повествует о переодетом миллионере, который дает деньги молодому человеку, чтобы помочь ему продолжить карьеру певца. Популярные песни Вогана включают «The Heart Of A Man», «Sometime, Somewhere» и «Walking Tall».

## Сюжет
Эксцентричный бродяга предлагает матросу Фрэнки Мартину тысячу фунтов, если он сможет заработать сто фунтов в неделю честным путём. Фрэнки пробует себя в качестве боксёра, вышибалы и комиссионера и, наконец, добивается успеха как певец. Он также очаровывается певицей ночного клуба Джули, и это приводит к дальнейшему успеху, когда он выигрывает контракт на запись.

## В ролях
- Фрэнки Воган[англ.] – Фрэнки Мартин
- Энн Хейвуд – Джули
- Тони Бриттон[англ.] – Тони
- Питер Синклер – Бад
- Майкл Медвин[англ.] – Сид
- Энтони Ньюли – Джонни
- Гарри Фаулер[англ.] – Рейзор
- Джордж Роуз – Чарли
- Гарольд Каскет[англ.] – Оскар
- Ванда Хадсон – Ча Ча

## Критика
Дэвид Паркинсон в Radio Times дал фильму две звезды из пяти и написал: «Режиссёр-ветеран Герберт Уилкокс отказался от фильмов с этой ничем не примечательной и совершенно неубедительной драмой из жизни, которую поставила его жена-актриса Анна Нигл… Энтони Ньюли наживается на эффектной роли второго плана, а Воган попал в чарты с заглавной песней».